# Најџела Лосон
Најџела Лосон (енгл. Nigella Lawson) је британска кулинарска водитељка и новинарка. Ради на телевизијама БиБиСи и 24Kitchen.

## Биографија
Најџела потиче из јеврејских породица и са очеве и са мајчине стране. Лосонова је провела део свог детињства у велшком селу. Морала је да се пресели у школу девет пута у доби између 9 и 18 година и зато је школске године описала као тешке. Похађала је много приватних средњих школа а касније радила у неколико продавница у Лондону. Дипломирала је на Универзитету у Оксфорду добивши диплому средњовековних и модерних језика. Касније је живела у Италији, Фиренци неко време.

## Каријера
Радила је као новинарка и лекторка до 1985. када је почела да ради као ресторански критичар и дегутастор. Десет година касније је почела да пише колумну о храни у магазину Вог.
Лосонова је још од детињства имала осећај за кување, јер је имала мајку која је исто тако уживала у кувању. Издала је књигу под називом How to Eat (Како јести) 1998. године и продала је преко 300 000 копија у Уједињеном Краљевству. Британски магазин The Sunday Telegraph је књигу прогласио за "највреднији кулинарски водич објављен ове деценије."  Две године касније је издала књигу How to be a Domestic Goddess (Како бити домаћа богиња).
Од 1999. године па све до 2001. је имала своју кулинарску емисију Најџелини залогаји која се емитовала на каналу Channel 4. Прва сезоне емисије је имала око 2 милиона гледалаца. Емисија је дала пратећу књигу рецепата, која се такође назива Најџелини залогаји и која је била друга најпродаванија књига у САД 2002. године. Следећа емисија коју је радила за исти канал је била Заувек лето са Најџелом.
Године 2002. је почела да пише чланке о кулинарству за The New York Times те је тиме њена популарност и знање почело да расте чинећи "њену вредност" већ од 2 милиона фунти 2003. године.
Издала је књигу под називом Гозба: Храна која слави живот 2004. године.
На каналу ITV1 2005. године, је почела да води емисију Најџела у којој је доводила познате личности као госте. Емисија је наишла на углавном негативну критику и након што је у првој седмици изгубила 40% гледалаца, емисија је отказана.
Године 2006. је потписала уговоре са каналима Food Network и BBC Two. На каналу BBC Two је водила емисију Најџелина божићна кухиња а гледаност само прве епизоде је била од 3,5 милиона гледалаца. Њен утицај као коментатор хране показао се и крајем 2006. године, када је након што је похвалила гуску као извор масти за главни састојак Божића, продаја производа у Великој Британији је била значајно повећана.
Следећа емисија коју је водила је била Најџела Експрес. Емисија је поставила успех у гледаности и једна од најбољих емисија канала BBC Two сваке недеље. Прва епизода дебитовала је са 2,85 милиона гледалаца, што је високо изнад просека за канал. Подаци о гледаности друге епизоде показују да је гледало 3,3 милиона а сезона је достигла 3,4 милиона 22. октобра 2007. Попратна књига под истим називом као и емисија, објављена је у Великој Британији у септембру 2007, САД у новембру 2007, а у Аустралији 2008.
Лосонова се нашла под критиком када су се гледаоци жалили да је добила на тежини од прве дебитантске епизоде. Гардијан је, међутим, приметио да "храна одговара њеном изгледу - беспрекорној, сјајној и секси".
Књигу Кухиња: Рецепти из срца куће је издала 2010. године.
Емисију Најџелисима: Инстант италијанска инспирација је снимала током 2012. године такође за БиБиСи. У емисији је кувала италијанске рецепте које је научила током паузе између средње школе и студија.
У јесен 2015. је почела са емитовањем емисија Једноставно Најџела где је кувала, како она то назива, "утешну и једноставну храну".

## Појава и стил
Иако је Лосонова уживала у успешној каријери у кувању, она није школовани кувар и не воли да је називају "славном куваром". Она себе не сматра куварицом или стручњаком у својој области. Кроз њене телевизијске програме, она наглашава да куха за своје задовољство, за уживање, и да је кување терапија. Кад одлучује који ће рецепт бити приказан у њеним књигама, она заузима став наводећи: „Ако је то нешто што не желим да наставим да једем након што сам сита, онда не желим рецепт .. . Морам да осећам да желим поново да скувам ствар ".
Лосонова је усвојила лежеран приступ кувању, рекавши: "Мислим да кување треба да буде забавно и породично. ... Мислим да је мој приступ кувању заиста опуштен и није крут. Нема правила у мојој кухињи. " Једна уредница, наглашавајући техничку једноставност Најџелиних рецепата, приметила је да" њена јела не захтевају ниједну детаљну припрему на коју се позива већина ТВ кувара ".
Најџела је постала позната по свом интимном начину представљања јела, иако тврди да "То није значило да желим да буде тако ... Немам талента да освојим другу особу. То је интимно, а не флерт". Препозната по сексуалности презентације и кувања, довела је до тога да Лосонову називају "краљицом порно хране".

## Приватни живот
Била је у браку са колегом новинаром Џоном Дајмондом од 1992. до 2001. када је он умро од рака једњака. Из тог брака Најџела има ћерку и сина. Најџела је имала депресију после тог смртног случаја.
Удала се по други пут са британским бизнисменом Чарслом Сачијем. Били су у браку од 2003. године до 2013. године.